# Challenger WTA de Antalya 2024
El Megasaray Hotels Open 2024 fue un torneo de tenis perteneció a la WTA 125K serie 2024 en la categoría WTA 125s. El torneo tuvo lugar en la ciudad de Antalya (Turquía), desde el 26 de marzo hasta el 31 de marzo de 2024 sobre pista de tierra batida al aire libre.

## Cabezas de serie

### Individuales femenino
| Tenista                | Ranking | Preclasificada |
| Greet Minnen           | 79      | 1              |
| Darja Semeņistaja      | 59      | 2              |
| Julia Grabher          | 111     | 3              |
| Irina-Camelia Begu     | 126     | 4              |
| Jéssica Bouzas Maneiro | 127     | 5              |
| Sára Bejlek            | 130     | 6              |
| Olga Danilović         | 133     | 7              |
| Fiona Ferro            | 138     | 8              |
| Dalma Gálfi            | 144     | 9              |

- Ranking del 18 de marzo de 2024.

### Dobles femenino
| Tenista                               | Ranking | Preclasificada |
| Tímea Babos Vera Zvonareva            | 77      | 1              |
| Lidziya Marozava Kimberley Zimmermann | 146     | 2              |
| Angelica Moratelli Camilla Rosatello  | 164     | 3              |
| Miriam Kolodziejová Anna Sisková      | 166     | 4              |

## Campeonas

### Individuales femeninos
Jéssica Bouzas Maneiro venció a  Irina-Camelia Begu por 6–2, 4–6, 6–2

### Dobles femenino
Angelica Moratelli /  Camilla Rosatello vencieron a  Tímea Babos /  Vera Zvonareva por 6–3, 3–6, [15–13]